# Skup (Gołdap)
Skup (deutsch Hohenbrück) ist ein kleiner Ort in der polnischen Woiwodschaft Ermland-Masuren und gehört zur Stadt- und Landgemeinde Gołdap (Goldap) im Kreis Gołdap.

## Geographische Lage
Skup liegt im Nordosten der Woiwodschaft Ermland-Masuren am Nordufer der Goldap (polnisch: Gołdapa). Bis zur einstigen heute in der russischen Oblast Kaliningrad liegenden Kreisstadt Darkehmen (1938 bis 1945: Angerapp, russisch: Osjorsk) sind es 22 Kilometer, und die jetzige Kreismetropole Gołdap liegt 13 Kilometer entfernt.

## Geschichte
Das frühere Gutsdorf Hohenbrück – nach 1584 auch Hohenbrücken genannt – wurde 1874 in den Amtsbezirk Rogahlen (polnisch: Rogale) eingegliedert. Dieser – 1939 in „Amtsbezirk Gahlen“ umbenannt – bestand bis 1945 und gehörte zum Kreis Darkehmen (ab 1939: Landkreis Angerapp) im Regierungsbezirk Gumbinnen der preußischen Provinz Ostpreußen.
Im Jahre 1910 zählte Hohenbrück 18 Einwohner. Am 30. September 1928 gab der Gutsbezirk Hohenbrück seine Eigenständigkeit auf und wurde in das Nachbardorf Gruneyken (1938 bis 1945: Gruneiken, polnisch: Grunajki) eingemeindet.
Im Jahre 1945 kam Hohenbrück in Kriegsfolge zu Polen und erhielt die polnische Bezeichnung „Skup“. Das Dorf wurde aus dem zu Russland geschlagenen Kreisgebiet Darkehmen/Angerapp ausgegliedert und in den polnischen Kreis Węgorzewo (Angerburg) eingegliedert und gehörte bis 1975 zur Woiwodschaft Olsztyn (Allenstein). Heute ist Skup eine kleine Ortschaft im Verbund der Stadt- und Landgemeinde Gołdap im Powiat Gołdapski, bis 1998 der Woiwodschaft Suwałki, seither der Woiwodschaft Ermland-Masuren zugehörig.

## Kirche
Die überwiegende Mehrheit der Einwohner Hohenbrücks war vor 1945 evangelischer Konfession. Bis 1856 war der Ort dem Kirchspiel Klein Szabienen zugehörig, danach in die Kirche zu Grabowen (1938 bis 1945: Arnswald, polnisch: Grabowo) im Kirchenkreis Goldap in der Kirchenprovinz Ostpreußen der Kirche der Altpreußischen Union eingepfarrt.
Seit 1945 gehören die wenigen evangelischen Kirchenglieder in Skup zur Kirchengemeinde in Gołdap, einer Filialgemeinde der Pfarrei Suwałki in der Diözese Masuren der Evangelisch-Augsburgischen Kirche in Polen. Die mehrheitlich nun katholische Bevölkerung gehört zur neu errichteten Pfarrgemeinde in Grabowo, wo das vorher evangelische Gotteshaus nunmehr katholische Pfarrkirche ist. Sie ist Teil des Dekanats Gołdap im Bistum Ełk (Lyck) der Katholischen Kirche in Polen.

## Verkehr
Skup liegt ein wenig abseits vom allgemeinen Verkehrsgeschehen und ist nur auf einem den Fluss Goldap überbrückenden Landweg zwischen den Uferdörfern Grunajki (Gruneyken, 1938 bis 1945 Gruneiken) – bereits zur Landgemeinde Banie Mazurskie (Benkheim) gehörig – und Boćwiński Młyn (Bodschwingken Mühle, 1938 bis 1945 Herandstaler Mühle) erreichbar. Ein Bahnanschluss besteht nicht.